# Илья-ду-Ретиру
«Илья-ду-Ретиру» (порт. Ilha do Retiro), официальное название стадиона «Аделма́р да Ко́ста Карва́лью» (порт. Estádio Adelmar da Costa Carvalho)  — футбольный стадион в Ресифи, домашняя арена футбольного клуба «Спорт Ресифи». Стадион вмещает 35 020 зрителей, размеры поля — 105 метров в длину и 78 метров в ширину. Являлся одной из арен чемпионата мира по футболу 1950 года.
Стадион был открыт 4 июля 1937 года. Распространённое название «Илья-ду-Ретиру» произошло от района, где располагается стадион. Официально же он был назван в честь Аделмара да Косты Карвалью, президента клуба «Спорт Ресифи», который руководил первой реконструкцией стадиона. Скопление высотных домов вокруг стадиона позволяет их обитателям и гостям наблюдать за матчами из окон и с балконов.

## История
«Илья-ду-Ретиру» стал первым стадионом, построенным в Ресифи, после того, как «Спорт Ресифи» приобрёл участок в 17 гектаров.
В рамках Чемпионата мира 1950 на стадионе был сыгран матч между сборными Чили и США.

## Информация о стадионе
- Официальное название: Эстадиу Аделмар да Коста Карвалью
- Вместимость: 35 000 зрителей
- Размеры поля: 105 м x 78 м
- Открыт 4 июля 1937 года («Спорт Ресифи»-«Санта-Круз» Ресифи 6-5)
- Рекорд: 56 875 зрителей («Спорт Ресифи»-«Порту» Каруару 2-0, 7 июня 1998, Лига Пернамбукано)
- Адрес: Praça da Bandeira, s/nº - Recife (PE)